# كارل الأول (لاندغراف هسن-كاسل)
كارل الأول (3 أغسطس 1654 - 23 مارس 1730)؛ كان لاندغراف هسن-كاسل منذ عام 1670 حتى وفاته، خليفة بعد وفاة شقيقه الأكبر فيلهلم السابع، وكان له دور بارز في إعادة بناء اقتصاد الإمارة بعد حرب الثلاثين عامًا، فكارل الابن الثاني لوالديه فيلهلم السادس لاندغراف هسن-كاسل وزوجته هيدفيغ صوفي ابنة غيورغ فيلهلم ناخب براندنبورغ، أصبحت شقيقته الكبرى شارلوت آمالي زوجة كريستيان الخامس ملك الدنمارك والنرويج.
اتبع سياسة تجنيد الجنود وإرسالهم للخدمة في جيوش أجنبية مقابل دعم مالي، وهي سياسة أثارت جدلًا حول تأثيرها على الازدهار المحلي، وكما شجع المهاجرين البروتستانت، وخاصة الهوغونوت والولدنسيين على الاستقرار في البلاد، مما ساهم في تعزيز الاقتصاد المحلي، وبعد وفاته خلفه ابنه فريدرش الذي كان آنذاك ملك السويد.

## الزواج والذرية
تزوجت في 21 مايو 1673 بـ كاسل من ابنة خالته ماريا أماليا من كورلاند (ماريا آنا أماليا كيتلر؛ 12 يونيو 1653 - 16 يونيو 1711)؛ في السابق كانت خطيبة شقيقه فيلهلم السابع، هي ابنة ياكوب كيتلر دوق كورلاند وسيميغاليا وخالته لويز شارلوت من براندنبورغ، أنجبت له أربعة عشر طفلاً، عاش منهم عشرة حتى سن الرشد.
- فيلهلم (1674-1676)؛ توفي صغيراً.
- كارل (1675-1677)؛ توفي صغيراً.

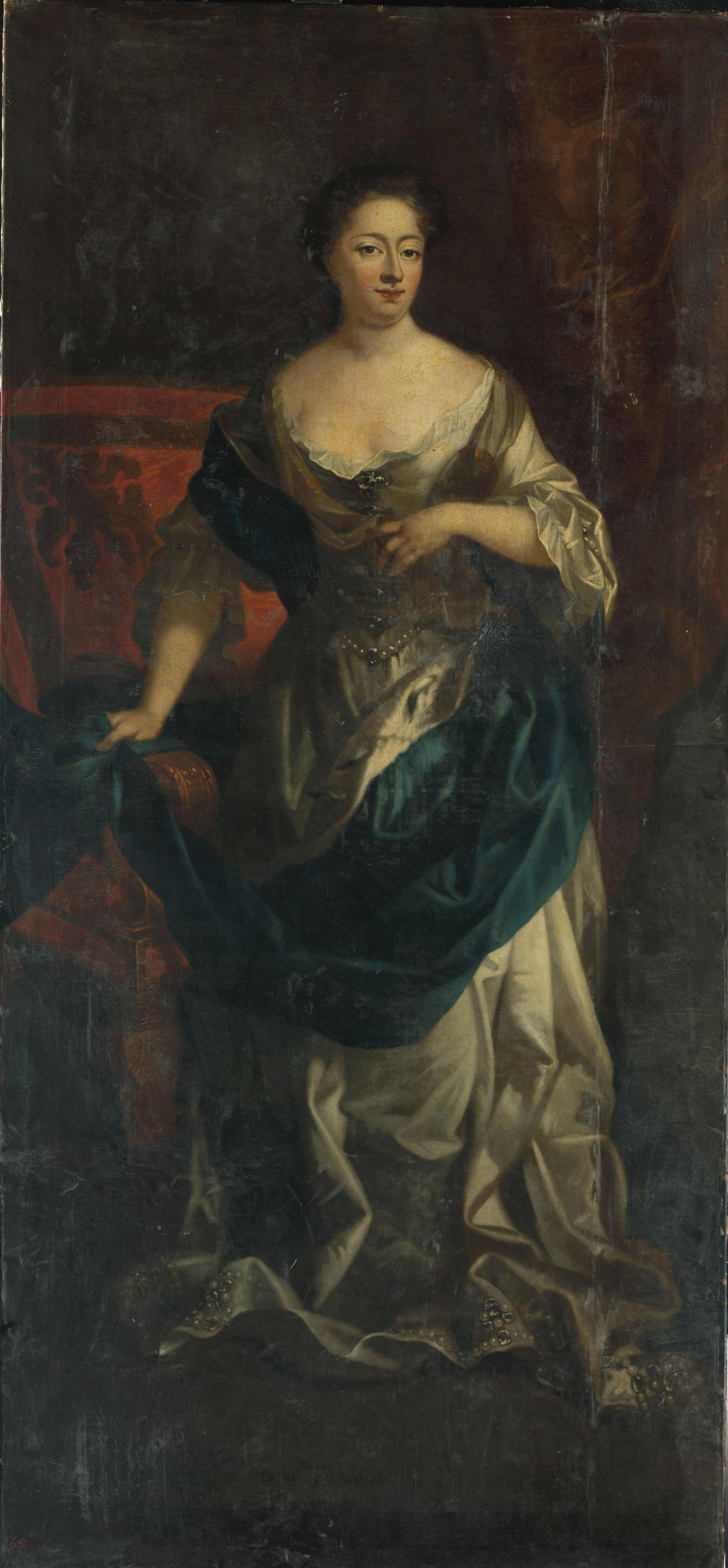
لاندغرافين ماريا أماليا

- فريدريك الأول (1676-1751)؛ لاندغراف هسن-كاسل وملك السويد، تزوج أولاً من لويز دوروثيا البروسية ثم من أولريكا إليونورا ملكة السويد لم يكن له أبناء من كلتاهما.
- كريستيان (1677-1677)؛ توفي صغيراً.
- صوفي شارلوت (1678-1749)؛ تزوجت فريدرش فيلهلم دوق مكلنبورغ-شفيرين ليس لديهما أبناء.
- كارل (1680–1702).
- فيلهلم الثامن (1682-1760)؛ لاندغراف هيسن كاسل، تزوج من الأميرة دوروثيا فيلهلمينا من ساكس-تسايتز، لهما أبناء.
- ليوبولد (1684–1704).
- لودفيغ (1686–1706).
- ماري لويز (1688-1765)؛ تزوج من يوهان فيليم فريزو أمير أورانيا، لهما ابنان، ويعتبرا أحدث سلف مشترك لجميع الملوك الحاكمين في أوروبا حاليًا .
- ماكسيميليان (1689–1753)، تزوج من فريدريكه شارلوت من هسن-دارمشتات، لهما أبناء.
- غيورغ كارل (1691–1755).
- إليونوره (1694).
- فيلهلمين شارلوت (1695–1722).